# Torsten Steinby
Bror Torsten Steinby, född 25 augusti 1908 i Helsingfors, död 16 oktober 1995 i Helsingfors, var en finländsk historiker. Han verkade som direktör för Finlands Rominstitut 1953–1955 och var chefredaktör för Hufvudstadsbladet 1960–1974. Han var gift med Gunnel Steinby och far till Ann-Gerd Steinby.

## Priser och utmärkelser
- 1984 – Tollanderska priset
- 1986 – Svenska Akademiens Finlandspris